# Austrotop
Austrotop ist eine Austropop-Coverband aus Niederösterreich.

## Geschichte
Im Jahr 2000 trafen sich Hannes Wiesinger, Gery Seidl und Reinhard Reiskopf, um gemeinsam im Musical Der geflügelte Drache aufzutreten. Gery Seidl gab den Bobo, Reinhard Reiskopf den Prinz und Hannes Wiesinger Klaus den Kühnen. Danach trennten sich die Wege der drei wieder. Reinhard und Hannes spielten weiter Musical und so dass sich diese beiden immer wieder über den Weg liefen. Etwa fünf Jahre später trat Reiskopf mit dem Kabarettisten Gery Seidl wieder in Kontakt. In der Zwischenzeit gründete Hannes Wiesinger eine Austropop-Formation namens Lokalverbot, wobei Aktionen derselben sich lediglich auf die nähere Umgebung im niederösterreichischen Weinviertel beschränkten.
Schließlich wurde Reinhard Reiskopf eines Tages von der Idee übermannt, „eine wirklich coole Austropop-Coverband ins Leben zu rufen“, da er bei diversen Veranstaltungen bemerken konnte, dass das Publikum sich vom Austropop begeistert zeigte. Die Idee von Austria 3 mit eben drei Frontleuten gefiel ihm sehr gut und so fragte er bei jenen Personen an, die für ihn am naheliegendsten für dieses Projekt waren. Hannes Wiesinger sagte sofort zu, als dritter Frontmann wurde Gery Seidl ins Boot geholt, der sich ebenfalls von der Idee begeistert zeigte. Sie taten sich zusammen, um ihrer Leidenschaft gemeinsam zu folgen, um „Austropop, frei interpretiert, sauber und würdig auf die Bühne gestellt, den Geist und das Lebensgefühl einer ganzen Generation weitertragend“, zu spielen.
Zuerst wurde erfolgreich zu dritt gespielt, die Konzerte, in welchen auch kabarettistische Einlagen der drei Frontleute zwischen den Liedern nicht fehlten, wurden vom Publikum geschätzt. So wurden die Konzerte immer größer und man engagierte eine Band dazu.
So wurde  Austrotop über die Grenzen des Weinviertels bekannt und gefragt. Die Formation spielt etwa 5 bis 10 Auftritte pro Jahr, meist in Niederösterreich, mittlerweile auch in Tirol. Der Höhepunkt des Jahres 2011 war der Auftritt beim Zwiebelfest in Laa an der Thaya, wo Austrotop vor mehreren tausend Zusehern das Beste aus dem Genre des Austropop wiedergaben, „vom Publikum stürmisch umjubelt“.
Austrotop unterstützt den Verein handshake4life im Kampf gegen spinale Muskelatrophie. So kam es im März 2011 zu einem Benefizkonzert für diesen Verein, bei dem auch Herbert Prohaska beim Lied Rostige Flügel einen Gastauftritt hatte. Des Weiteren traten Austrotop auch auf einer Licht ins Dunkel-Benefizgala in Großpetersdorf (1. Dezember 2007) auf.

## Mitglieder

### Reinhard Reiskopf
Geboren 1971 in Mistelbach, Niederösterreich. 1973 Übersiedelung nach Wien, wo er seine Kindheit und Jugend verbringt. Mit der Ära von Rainhard Fendrich und anderen Austrotop-Größen erwachte sein Musikinteresse. Er belegte 1987 für zwei Jahre an der Musikschule Penzing das Fach Saxophon und erlernte anschließend Gitarre bei einem Privatlehrer. 1989 stieg Reinhard bei Jonnys Combo, der Band seines Vaters ein. Später folgt der erste Fernsehauftritt bei Licht ins Dunkel. Ab den 1990ern spielte Reiskopf vor allem Musical aber auch Konzerte mit seiner Band Kornfeld, u. a. im Wiener Szene-Beisl Roter Engel, aber auch in der Wiener Stadthalle. Die Formation Kornfeld ging mit Stars wie Hansi Hinterseer, Claudia Jung und anderen mehr auf Tour. Im Jahr 2010 wurde Reiskopf Sänger und Frontman der deutschen Band Funky Petes. Reinhard arbeitete immer mehr an seiner Solokarriere und es entstanden, auch in Zusammenarbeit mit dem Gitarristen Johannes Grill, vermehrt Eigenkompositionen.

### Hannes Wiesinger
Bereits im Kindesalter erhielt Wiesinger Instrumentalunterricht an Klarinette und Saxophon. Als Saxophonist machte er erste Banderfahrungen in verschiedenen Formationen von Blues bis Rock. Später erfolgte eine private Gesangsausbildung. Er entdeckte seine Leidenschaft für das Musical und spielte Rollen u. a. in “Les Misérables”, “Jesus Christ Superstar”, “Hair” und “Sweeney Todd”. Er gründete die Musical-Tournee-Produktion “A Musical Night” und gemeinsam mit Stefan Gössinger brachte er ein eigenes Musical auf die Bühne.

### Gery Seidl
Geboren 1975 in Wien, aufgewachsen in Höflein an der Donau. 1996 Abschluss einer HTL Hochbau mit Matura, danach Berufsleben als Bauleiter. Später genoss Seidl eine Schauspielerausbildung durch den Schauspieler und Kabarettisten Herwig Seeböck. Danach Kündigung des Bauleiterberufes, um nur noch als Schauspieler, Kabarettist und Sänger tätig zu sein. Gery Seidl wurde vielfach ausgezeichnet, u. a. 2008 mit dem Österreichischen Kabarettpreis.

### Stefan Gössinger
Bereits im Alter von 7 Jahren erhielt Gössinger Ausbildung in Trompete und Schlagzeug. Später erfolgte die Spezialisierung auf Jazz-Trompete, Keyboard erlernte er nebenbei im Selbststudium. Es folgte vielfältige und preisgekrönte Tätigkeit als Komponist von Musicals, Kammermusik für Jazzensembles, Pop/Rock bis hin zu Fußballhymnen, wie etwa der des SK Rapid Wien.

### Johannes Grill
Grill wurde am Franz Schubert Konservatorium sieben Jahre Violinunterricht zuteil, im Alter von 14 Jahren auch Unterricht in klassischer Gitarre. In weiterer Folge lernte er auch E-Gitarre. Grill studierte Musik und schloss ein Diplom in Jazzgitarre, Komposition und Arrangement. Nebenbei sammelte er Bühnenerfahrung im In- und Ausland. Momentan ist er als vielseitiger Gitarrist vor allem in der Weinviertler Musikszene tätig. Grill schreibt selbst Musicals und ist der gefragteste Bühnengitarrist im nördlichen Niederösterreich.

### Alexander Dostal
Dostal studierte Schlagzeug am Wiener Konservatorium und Popularmusik an der Universität der Musik und darstellenden Kunst in Wien. Derzeit spielt er u. a. für Manuel Ortega und Eva Maria Marold.

### Christoph Schuster
Schuster ist seit 1990 als aktiver Musiker tätig und spielte Konzerte in Europa und den USA. Zurzeit ist er aktives Bandmitglied bei Primetime, Austria 2 1/2, Stefan Gössinger & Band, Chez Toi, Fish & Chips und Longfield Gospel. Seine musikalische Bandbreite erstreckt sich von Pop, Rock, Jazz, Blues, Funk, Austropop bis Country und Musical.